# Exército Sueco
O Exército Sueco (Svenska armén) é o ramo terrestre das Forças Armadas da Suécia (Försvarsmakten).

A sua missão é garantir a integridade territorial da Suécia e defender o país em caso de ataque, assim como participar em missões militares no estrangeiro. 

## Recrutamento

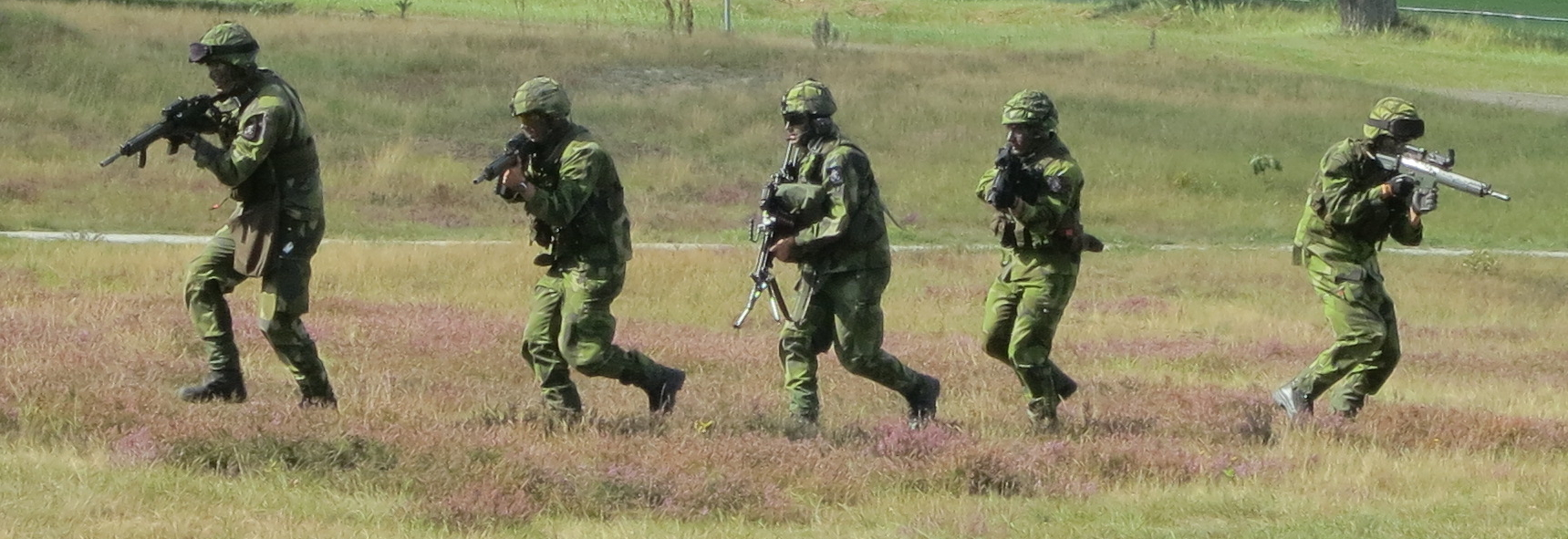
Soldados suecos em treinamento.

Depois de ter sido desativado o serviço militar obrigatório em 2010, o recenseamento e alistamento de jovens em idade militar foi reativado em 2014.
                                                                                                                                                                                              
Desde 2017, o recrutamento de homens e mulheres de 18 anos foi alargado, sendo reintroduzida a obrigação de participar na defesa total do país (totalförsvarsplikt), através de 3 formas distintas: serviço militar (värnplikt), serviço civil (civilplikt) e serviço geral (allmän tjänsteplikt), em caso de alerta máximo.
                                                                                                      
A avaliação da aptidão dos jovens para o serviço militar é feita tendo em consideração ”os interesses e motivações” individuais.                                                                                                  
Caso sejam colocados nas fileiras das Forças Armadas, esses mesmos jovens recebem uma formação básica militar (GMU), com a duração de três meses, seguida de um programa de formação de comando que se pode estender até doze meses.
  
Em 2023, uns 6 000 jovens foram convocados para o serviço militar em diferentes unidades das Forças Armadas.

## Reserva
A Guarda Nacional (Hemvärnet) - uma força reservista voluntária - é composta por diversas unidades e batalhões distribuídas por todo o país, contando com um total de 22 000 homens e mulheres. 

## Unidades do Exército Sueco em tempo de paz (depåförband)
O Exército da Suécia tem um conjunto de unidades de base  (depåförband), as quais formam, treinam e preparam unidades de combate (krigsförband) para missões na Suécia e no estrangeiro.

| Ramo                        | Unidade                              | Nome português                        | Localização           |
| --------------------------- | ------------------------------------ | ------------------------------------- | --------------------- |
| Infantaria/Cavalaria        | Livgardet (LG)                       | Guarda Real                           | Kungsängen            |
| Cavalaria                   | Livregementets husarer (K 3)         | Regimento Real de Hussardos           | Karlsborg             |
| Carros Blindados            | Skaraborgs regemente (P 4)           | Regimento de Skaraborg                | Skövde                |
| Carros Blindados            | Södra skånska regementet (P 7)       | Regimento do Sul da Escânia           | Revingehed            |
| Carros Blindados            | Gotlands regemente (P 18)            | Regimento da Gotland                  | Visby                 |
| Carros Blindados/Infantaria | Norrbottens regemente (I 19)         | Regimento de Norrbotten               | Boden                 |
| Artilharia                  | Bodens artilleriregemente (A8)       | Regimento de Artilharia de Boden      | Boden                 |
| Artilharia                  | Bergslagens artilleriregemente (A 9) | Regimento de Artilharia de Bergslagen | Kristinehamn          |
| Artilharia antiaérea        | Luftvärnsregementet (Lv 6)           | Regimento de Defesa Antiaérea         | Halmstad              |
| Engenharia                  | Göta ingenjörregemente (Ing 2)       | Regimento de Engenharia de Göta       | Eksjö                 |
| Unidades Centrais           | Markstridsskolan (MSS)               | Escola Prática de Combate Terrestre   | Skövde                |
| Cavalaria                   | Norrlands dragonregemente (K 4)      | Regimento dos Dragões da Norrland     | Arvidsjaur            |
| Infantaria                  | Dalregementet (I 13)                 | Regimento de Dal                      | Falun                 |
| Manutenção                  | Göta trängregemente (T 2)            | Regimento de Manutenção de Göta       | Skövde                |
| Infantaria                  | Västernorrlands regemente (I 21)     | Regimento da Västernorrland           | Sollefteå e Östersund |

## Equipamento

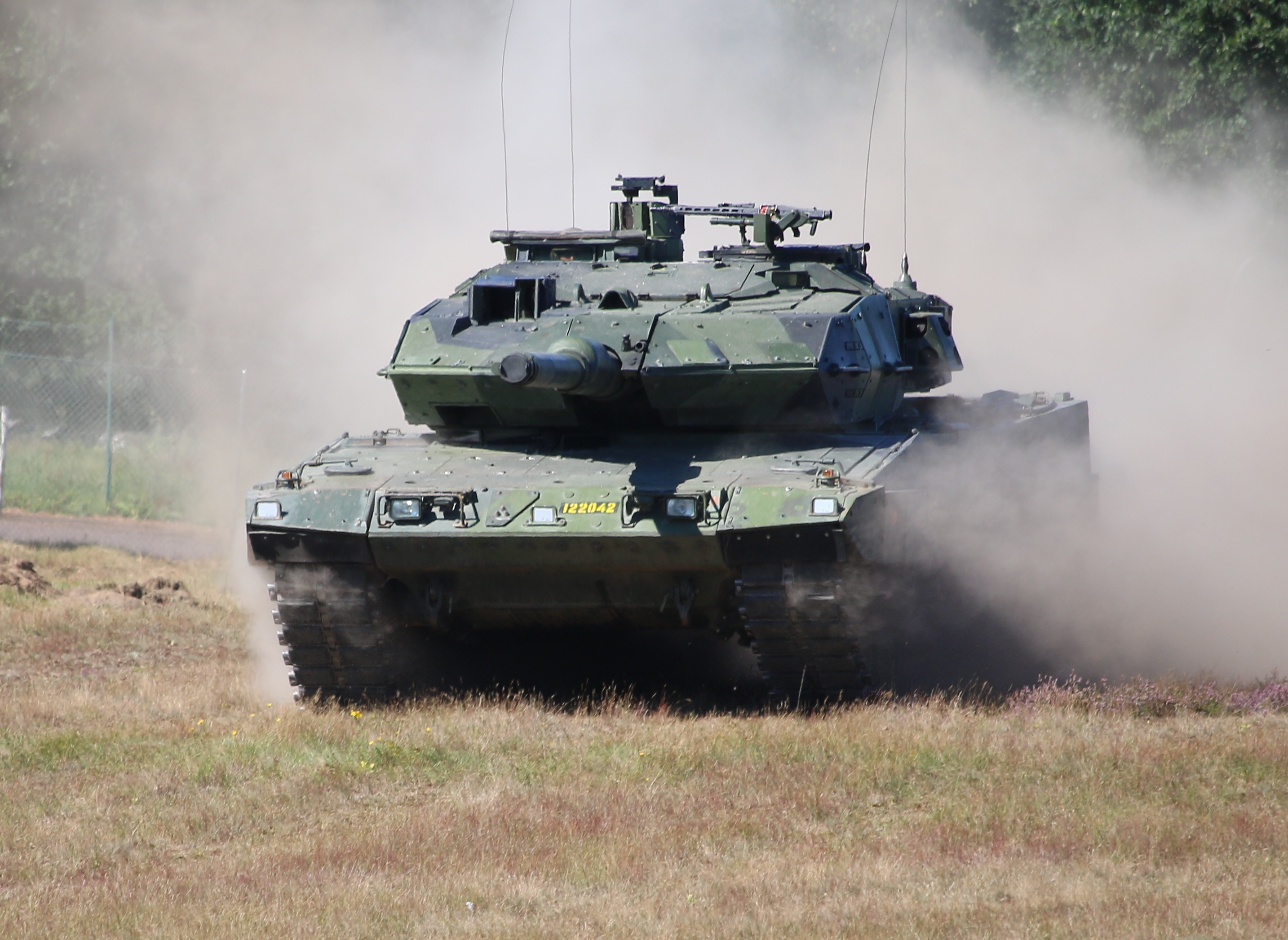
Stridsvagn 122 (Carro de combate)
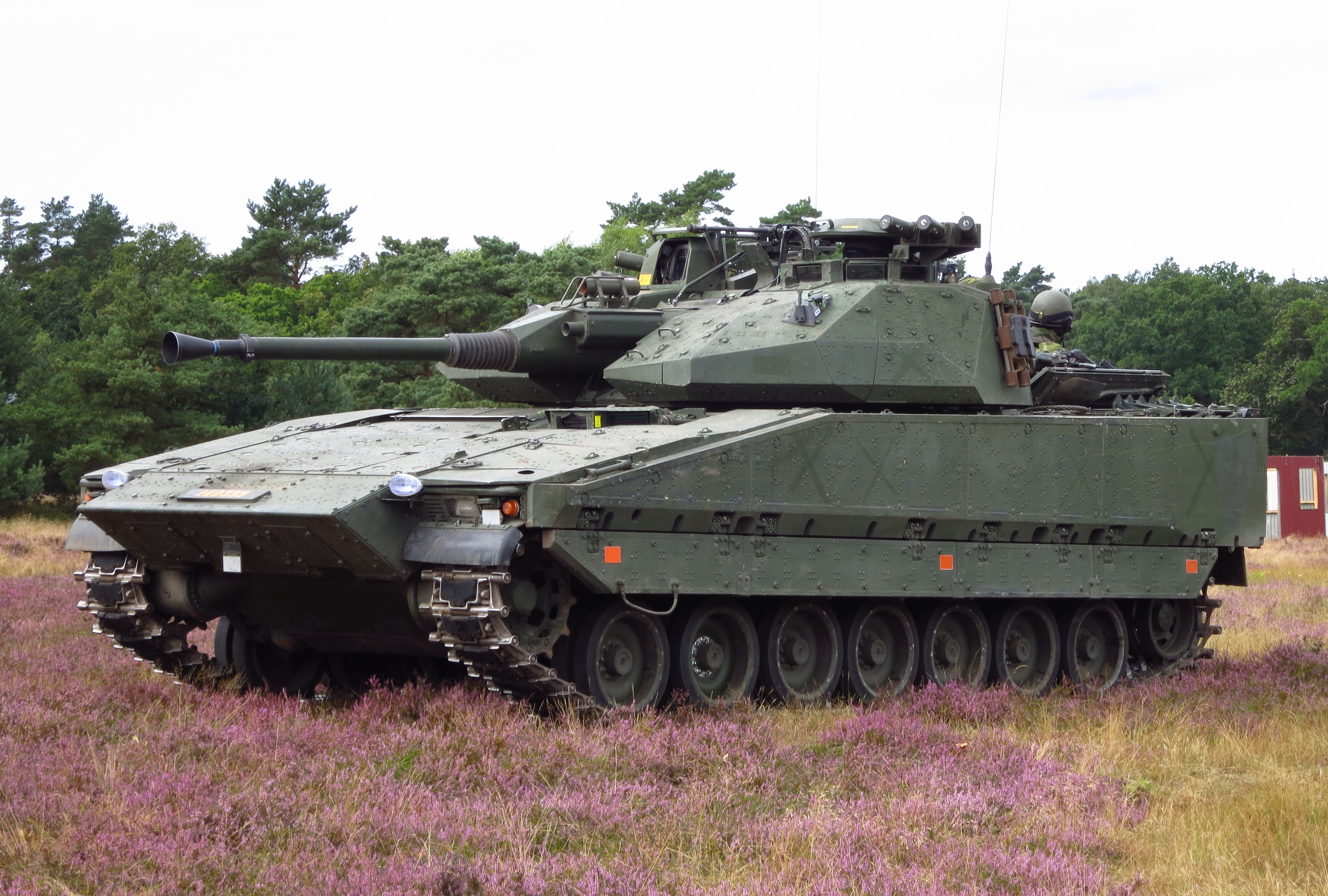
Stridsfordon 90 (Veículo blindado de combate de infantaria)
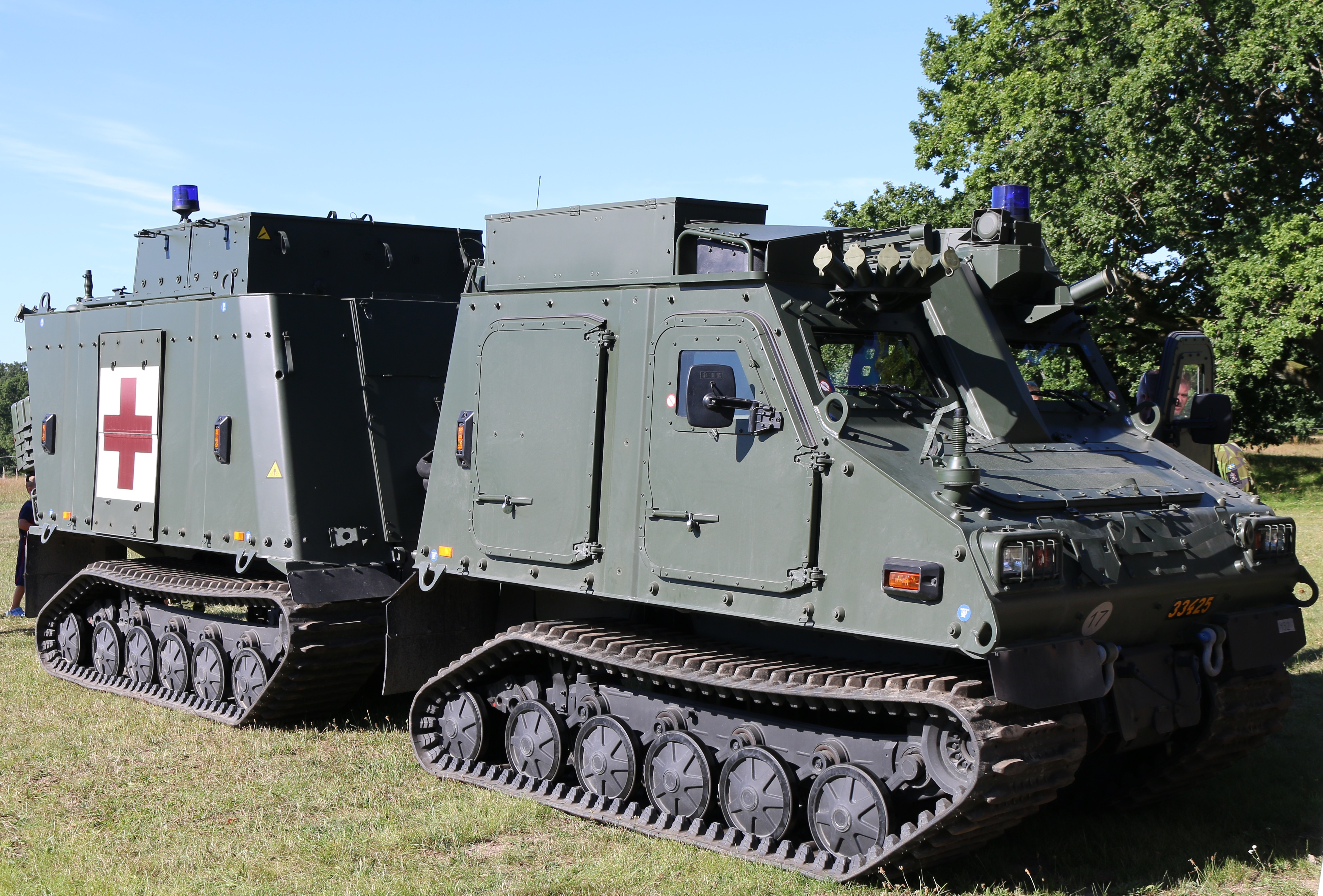
Bandvagn 410 (Veículo todo-o-terreno anfíbio)
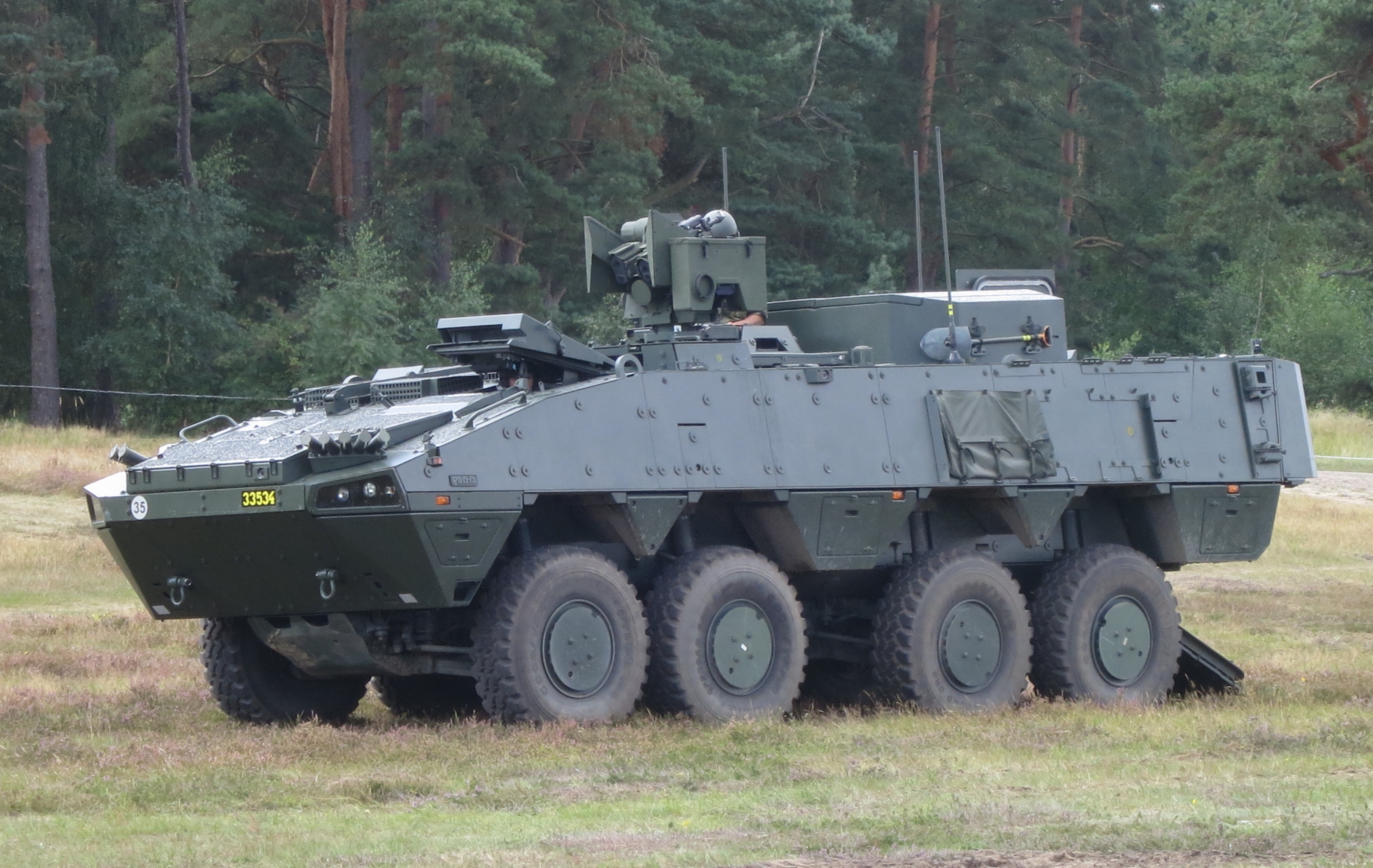
Patria AMV (Veículo blindado de transporte de tropas)
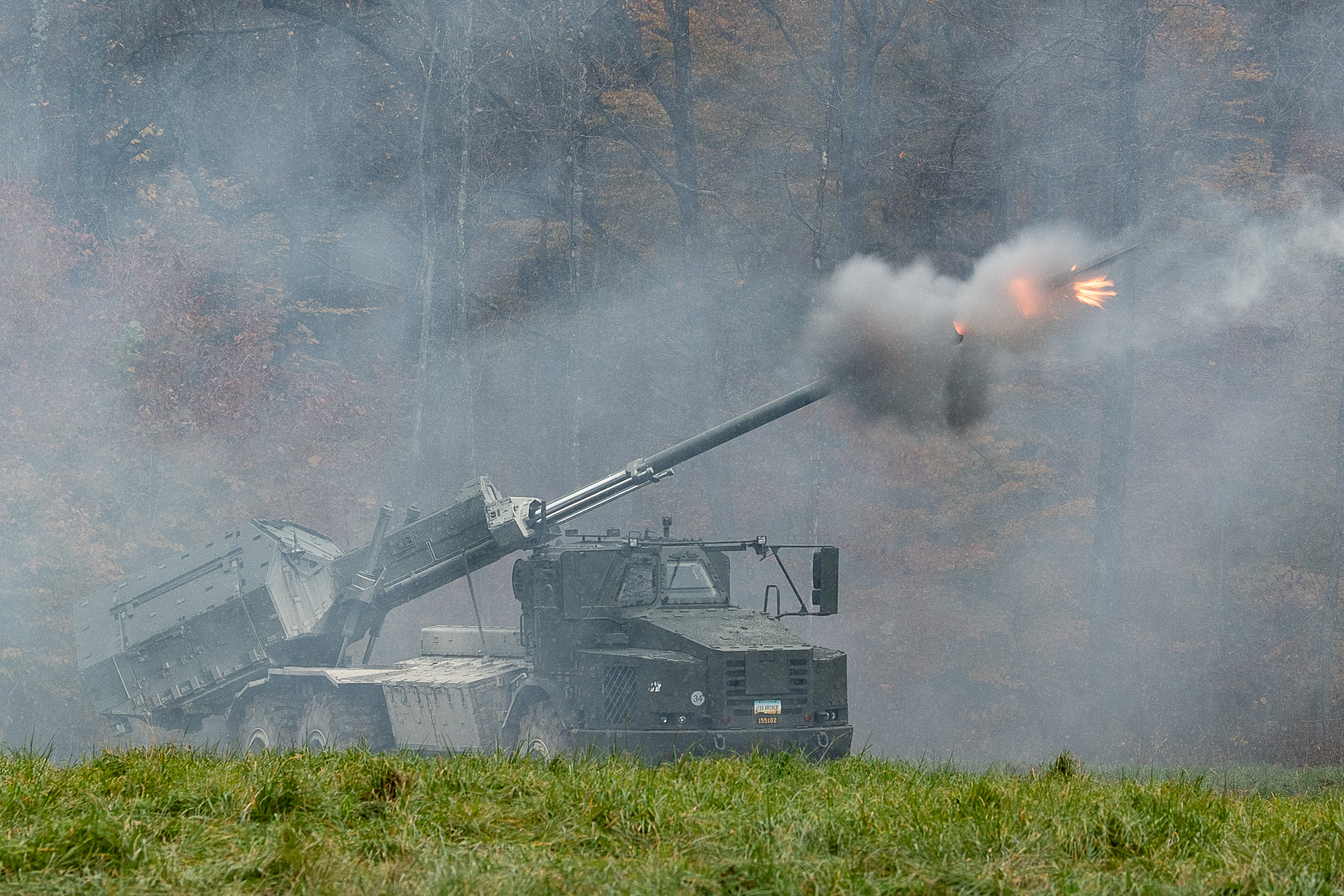
Archer (Sistema automático de artilharia autopropulsada)
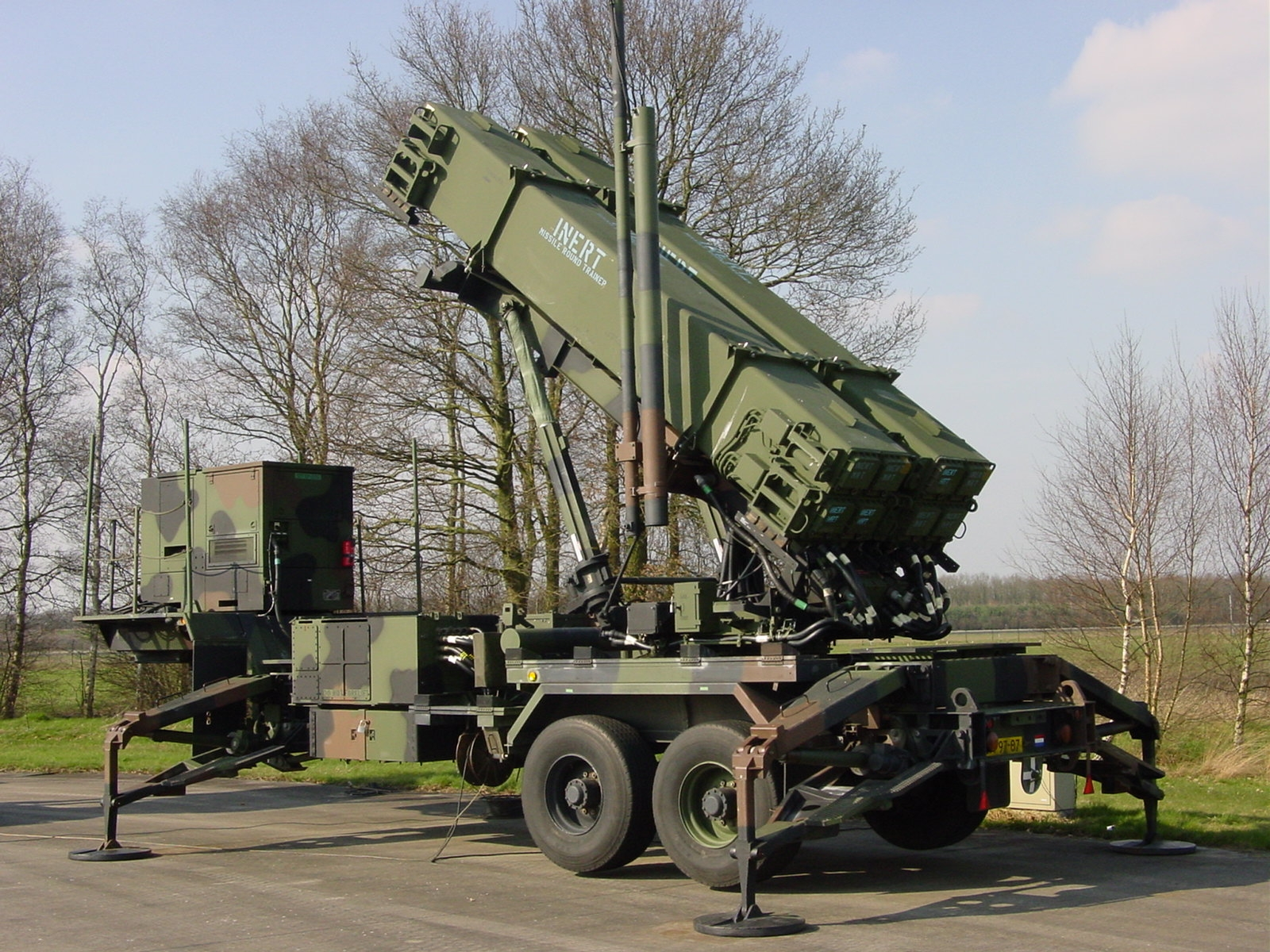
MIM-104 Patriot (Sistema de misseis terra-ar (SAM) de defesa antiaérea)

## Galeria

Regimento Real de Hussardos Karlsborg
Batalhão de Caçadores de Arvidsjaur
Regimento de Skaraborg Skövde
Regimento de Artilharia Boden
Regimento de Engenharia de Göta Eksjö
Regimento de Norrbotten Boden
Regimento dos Dragões da Norrland Arvidsjaur